# Biserica de lemn din Petroșani

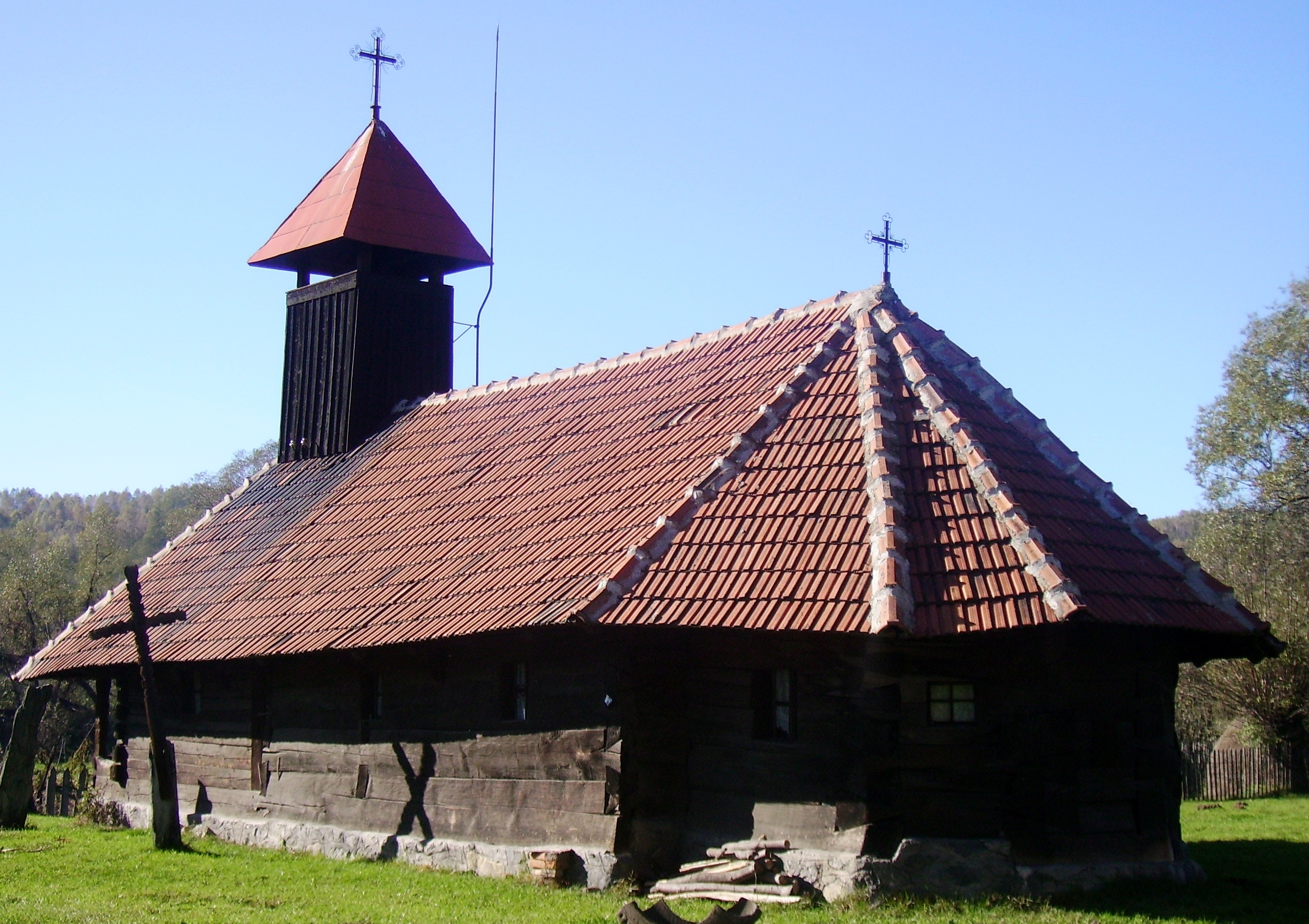
Biserica de lemn „Sfinții Arhangheli Mihail și Gavriil” din Cartierul Livezeni al municipiului Petroșani, județul Hunedoara, foto: octombrie 2007.

Biserica de lemn a Sânionilor din Lunca Jiului (actualul cartier Livezeni), oraș Petroșani, județul Hunedoara a fost ridicată în 1790. Are hramul „Sfinții Arhangheli Mihail și Gavriil”. Biserica figurează pe lista nouă a monumentelor istorice, cod LMI HD-II-m-B-03413.

## Istoric și trăsături
Biserica Ortodoxă a Sânionilor din Lunca Jiului (actualul cartier Livezeni), este cea mai veche construcție din Petroșani care a rezistat trecerii timpului. 
În vechiul cimitir din cartierul Lunca Jiului (odinioară localitate distinctă) al municipiului Petroșani se înălța, până în anul 1788, o bisericuță din lemn cu hramul „Sfinții Arhangheli Mihail și Gavriil”. Probabil acesta este edificiul menționat de comisia de conscriere din 1733 în dreptul localității „Dsejul Unguresk”; cele din 1750 și 1761-1762 îl asociază cu satul „Zsij Livedzen” sau „Szilivezes Livadzeny”, iar harta iosefină a Transilvaniei (1769-1773) cu „Livaseny”. Pe locul acelei biserici, pustiite de trecerea hoardelor otomane prin Pasul Vâlcan, a fost ridicat, după doi ani (inscripția româno-chirilică a unuia dintre clopot confirmă această datare: „Anul Domnului nostru Iisus Hristos”), un alt lăcaș de cult, înscris pe lista monumentelor istorice; cunoscută în prezent ca „biserica Sânonilor”, după numele de familie al ctitorilor, anume Sân, ctitoria figurează în tabelele conscripției din anii 1829-1831. Dezafectată cultului în 1940 (clopotele i-au fost transferate la noul lăcaș de cult din Livezeni), acesta face parte, tipologic, din grupul monumentelor ecleziastice de plan dreptunghiular, cu absida decroșată, poligonală cu cinci laturi. Devenit neîncăpător, în anul 1872 edificiul a fost amplificat spre apus prin adăugarea unui pronaos rectangular și a unui privdor deschis, cu stâlpi sculptați. O altă intervenție, din anul 1931, a vizat înlocuirea învelitorii clasice de șiță cu alta din țiglă; tot atunci, turla clopotniței a fost acoperită cu tablă. În 1795, an menționat pe una din icoanele tâmplei, fusese executată valoroasa pictură a lăcașului, meșter zugrav fiind popa Simion din Pitești.
În această străveche biserică, se mai păstrează și astăzi clopotul original (inscripționat cu anul montării în biserică, 1790), câteva icoane din aceeași perioadă și câteva cărți religioase tipărite în secolele XVII-XVIII.